# Хафицэ, Мухамед Мусабиевич
Мухамед Мусабиевич Хафицэ (кабард.-черк. Хьэфӏыцӏэ Мухьэмэд; род. 30 марта 1946, Заюково) — советский и российский кабардинский журналист, публицист и общественный деятель. Главный редактор газеты «Адыгэ псалъэ» (1997—2021).

## Биография
Родился 30 марта 1946 года в селении Заюково Эльбрусского района Кабардинской АССР (сейчас Кабардино-Балкарская Республика).
В 1970 году окончил историко-филологический факультет Кабардино-Балкарского государственного университета (КБГУ), во время учёбы являлся главным редактором газеты «Университетская жизнь». Позднее являлся главным редактором журнала «Точка зрения», ответственным секретарем газет «Советская молодежь» и «Горянка» и директором Республиканского газетно-журнального издательства.
В 1990—1993 годах являлся депутатом Верховного совета Кабардино-Балкарской Республики. С 2000 года является тхамадой (председателем) общественной организации кабардинского народа «Адыгэ Хасэ».
В 1997—2021 годах являлся главным редактором республиканской газеты «Адыгэ псалъэ» (с кабард.-черк. — «Адыгское слово») — издания парламент и правительство Кабардино-Балкарии. Является учредителем и главным редактором газеты «Черкесское зарубежье»
С 2006 года входит в исполнительный комитет Международной черкесской ассоциации (МЧА), в 2009—2012 годах являлся первым вице-президентом МЧА. Является главным редактором издаваемых МЧА газеты «Нарт» и журнала «Черкесский мир».
Также с 2006 года является вице-президентом Адыгской (Черкесской) международной академии наук (АМАН), также являлется директором Института адыгской энциклопедии АМАН, выпускающего энциклопедическую серию «Черкесика».

## Творчество
Пишет по истории и культуре адыгского народа, прежде всего — адыгской диаспоры. Среди основных тем — адыгское мухаджирство и черкесские мамлюки. Кабардинский филолог М. Л. Апажев называет его «первооткрывателем черкесского зарубежья».

## Награды и признание
- Почётное звание «Заслуженный журналист Кабардино-Балкарской Республики»[2]
- Почётное звание «Заслуженный журналист Карачаево-Черкесской Республики»[1]
- Почётное звание «Заслуженный журналист Республики Адыгея»[2]
- Почётное звание «Заслуженный работник культуры Российской Федерации»[6]
- Премия Комсомола Кабардино-Балкарской АССР (1975)[2]
- Премия Союза журналистов Кабардино-Балкарской Республики (1994, 2002)[2]
- Премия «Отличие» Международного черкесского фонда (1998) за вклад в развитие адыгской культуры и поддержку связей с черкесской диаспорой[1]
- Премия правительства Кабардино-Балкарской Республики (2000)[2]
- Орден «Честь и Слава» (Абхазия)[1]
- Медаль «Слава Адыгеи»[1]
- Золотая медаль мира Международного фонда имама Шамиля[1]
- Золотая медаль Советского фонда мира[1]
- Член Союза писателей России[2]
- Член Союза журналистов Pоссии[2]
- Действительный член Адыгской (Черкесской) международной академии наук (АМАН)[2]